# نيك بوراس
نيك (نيكاندروس) بوراس (بالإنجليزية: Nick (Nicandros) Bouras) هو بروفيسور طب نفسي يوناني في معهد الطب النفسي وعلم النفس وعلم الأعصاب في كلية الملك في لندن، بالمملكة المتحدة، ومدير برنامج ماودسلي الدولية الذي يشجع التطورات في مجال الصحة النفسية في جميع أنحاء العالم.

## الحياة الأكاديمية
وُلد بوراس في باتراس، اليونان، ودرس الطب في جامعة أثينا. تدرب بوراس في وقت لاحق في طب الأعصاب والطب النفسي في جامعة أثينا وجامعة أوكسفورد وجامعة لندن وحصل على درجة الدكتوراه من جامعة لندن في عام 1979. عمل بوراس كمحاضر أول في الطب النفسي بين عامي 1982 و 1999 في قسم الطب النفسي في كلية غي للطب وطب الأسنان ومستشفى سانت توماس في لندن، كما شغل منصب مستشار الطب النفسي من عام 1982 إلى عام 2008 في جنوب لندن ومؤسسة ماودسلي التابعة لمنظمة الصحة الوطنية، وعضو في قسم الطب النفسي في دائرة الخدمات الصحية والسكانية من عام 1999 إلى 2008، في معهد الطب النفسي، كلية كينغز لندن.

## الأبحاث
تركزت أبحاث بوراس على بيئات الطب النفسي، والطب النفسي المجتمعي، والصحة النفسية للأشخاص ذوي الإعاقات الذهنية. قاد برنامج البحث في واحدة من أول مراكز الصحة النفسية المجتمعية في المملكة المتحدة، ولعب دورًا هامًا في تطوير أول خدمة للصحة النفسية المجتمعية في المملكة المتحدة للأشخاص ذوي الإعاقات الذهنية. ودرس بصورة منهجية إعادة تقديم الخدمات، عقب إغلاق المؤسسات. أسس بوراس وطوّر مركز إستيا في عام 1999، وهو مفهوم مبتكر يجمع بين الخدمات السريرية والتدريب والبحث. ترأس مجموعة البحث والتطوير التابعة لصندوق ديدالوس الذي يوفر نقطة محورية للتفكير الحالي حول سلوك الحطام والطرق التي تؤثر بها ممارسة السلطة على الشخصية وصنع القرار، كما ترأس الفريق الاستشاري للبحوث من أجل الازدهار التابع لإحدى الجمعيات الخيرية بالمملكة المتحدة والذي استخدم العلاج البستاني لإحداث تحولات عميقة في حياة الأشخاص ذوي الإعاقة أو الصحة النفسية.

## أعماله البارزة
بوراس هو زميل في الكلية الملكية للأطباء النفسيين في المملكة المتحدة، والرابطة الدولية للدراسة العلمية للإعاقة الفكرية، ورئيس قسم الإعاقة الذهنية بالجمعية العالمية للطب النفسي، ورئيس قسم الطب النفسي في الجمعية الملكية للطب ونائب رئيس الجمعية الأوروبية للصحة العقلية في الإعاقة الذهنية.
شغل بوراس أيضًا منصب رئيس تحرير مجلة «الإعاقة الفكرية الفكرية - الصحة العقلية» ونشر على نطاق واسع في الطب النفسي المجتمع والجوانب النفسية لذوي الإعاقات الذهنية.
ينشر بوراس حاليًا أوراق خاصة في مجلة الطب النفسي البريطانية - الدولية.